# Cá huốt
Hemibagrus vietnamicus là một loài cá thuộc họ Cá lăng. Loài này được tìm thấy ở sông suối Việt Nam.